# Bob Walter
Bob Walter (Baptistine Adrienne Dorothée Dupré) née à Toulouse le 29 novembre 1855 et morte à Paris 7e le 7 février 1907, est une danseuse exotique et chanteuse qui s'est produite sur les scènes parisiennes entre 1890 et 1900. À partir de 1900, elle est la première femme garagiste à Paris et pionnière de la course automobile. Elle gagne une renommée internationale pour une activité commerciale d'« enlèvement des fiancées » en utilisant ses bolides.

## Biographie

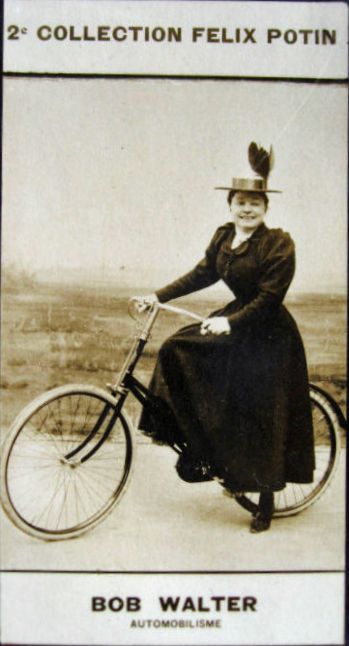
Bob Walter.

Baptistine Dupré est née le 29 novembre 1855 à Toulouse. Elle passe ses premières années à Blida en Algérie où son père est fonctionnaire. Peu de choses sont connues de sa vie et de sa famille avant 1890. Dans les années 1880, après le décès de ses parents, elle s'installe à Paris, mais garde la propriété familiale à Boufarik en Algérie. Elle travaille dans des petits cabarets comme danseuse et chanteuse sous le pseudonyme de Bob Walter.
La première apparition de Bob Walter sur une scène parisienne majeure est au Moulin-Rouge en janvier 1892 ; elle chante des chansons de Victor Meusy et de Léon Xanrof.
Puis, elle est mentionnée dans une critique théâtrale de décembre 1892, quand « le Théâtre Moderne monte une revue où il exhibe Mesdames Lautelaire, Laure de Chiffreville, Bob Walter, [...] toutes bien connues dans le monde galant », qui termine avec une allusion à Nana de Zola, qui insinue que les artistes sont assimilées à des demi-mondaines.
Le critique de la revue La Caricature s'insurge contre des Revues déshabillées : le Coucher d'Yvette, le Lever de Siphylida, le Bain de Bob où « Bob Walter se dénud[e] pour plonger dans un bain avec quelque vieillard ».
Ce monde théâtral est analysé par Georges Montorgueil dans son livre L'Année féminine (1895) : Les Déshabillés au Théâtre.
En 1892, aux Folies Bergère, une danseuse américaine Loïe Fuller inaugure la danse serpentine, dont la particularité est que la danseuse, en robe légère qui s'envole en volutes, est illuminée par des lampes électriques qui changent de couleur. Le résultat est spectaculaire et provoque vite des émules.
En avril 1893, Bob Walter présente une danse serpentine à l'Olympia et en novembre de la même année elle inaugure au Théâtre de la Gaîté le spectacle de la danse serpentine dans une cage avec des lions (voir ci-dessous).
L'année suivante Bob est elle-même aux Folies Bergère avec son spectacle de danse serpentine et la critique estime qu'elle joue mieux que Loïe Fuller. Elle continue dans la même lignée, alternant des tournées de danse avec des tournées de chant jusqu'en 1900.
Bob Walter devient une personnalité dans le monde théâtral, les critiques sont plutôt favorables sur ses performances, sauf pour un : Jean Lorrain, un critique/auteur dramatique, qui déferle des propos presque haineux à son égard. En 1896, après une critique très violente, Bob se présente au théâtre lors de la première d'une pièce de Jean Lorrain et l'assomme avec un (lourd) trousseau de clefs (voir la section ci-dessous).
En 1897, le journal spécialisé Le Véloce-sport, décrivant le très mondain Artistic Cycle Club, l'illustre avec une photographie, intitulée Les parisiennes à bicyclette, montrant Bob à vélo (photo reprise quelques années plus tard pour la deuxième collection Félix Potin de Célébrités contemporaines). À l'époque, la question des femmes à vélo est un sujet de société pour le Tout-Paris de la Belle époque.

En pleine affaire Dreyfus, les pro et les anti dreyfusards s'affrontent et l'antisémitisme est rampant en France. Bob  Walter, née à Boufarik près d'Alger, a toujours gardé ses contacts avec le milieu politique d'Alger et en particulier avec les frères Louis et Max Régis et leurs amis antisémites, comme relate Raphaël Viau dans son livre sur cette période, Vingt ans d'antisémitisme, 1889-1909 : 

« Firmin Faure, aujourd'hui complètement retiré de l'Antisémitisme, nous arrivait presque toujours d'Algérie avec Louis Régis, frère de Max Régis, et Lionne, et, chaque fois, c'était des petites fêtes, chez cette aimable Bob Walter, qui n'était pas ennemie d'une douce gaieté. Parmi cette foule bigarrée qui évoluait autour de La Libre Parole, apparaissait [sic] à certaines heures graves, MM. Jules Lemaître, François Coppée, Millevoye et Syveton. »

Son amitié avec Max Régis, Maire d'Alger mais escroc notoire, est soldé par la perte de la somme de 25 000 francs.
La carrière de danseuse et de chanteuse de Bob Walter se termine en 1900 et elle change radicalement d'activités : en 1901, elle est la première femme à ouvrir un garage à Paris, au 83 avenue de la Grande-Armée, et elle commence le négoce de voitures de luxe et de sport. Entre 1901 et 1904, elle participe, en tant que pilote automobile, à des épreuves de vitesse et gagne plusieurs courses (voir ci-dessous).
En 1903, Bob Walter entame la dernière activité de sa carrière : entremetteuse de mariage pour couples (riches) dont la famille s'oppose au mariage. Elle organise l'enlèvement de la jeune fille (consentante) dans une de ses puissantes voitures et la conduit, avec son fiancé, souvent poursuivie par des parents ou la police, mais dans des voitures nettement moins puissantes, vers le lieu de mariage. Cette activité lui procure une renommée internationale.
À la suite d'une pneumonie fulgurante Bob Walter décède brutalement le 7 février 1907 à son domicile, 12, Rue Edmond-Valentin dans le 7e arrondissement de Paris. Les obsèques ont eu lieu le 11 février. Elle est enterrée dans sa propriété à Boufarik en Algérie. Son mobilier artistique a été vendu à l'Hôtel Drouot le 19 avril. Les trente-deux pages du catalogue de sa collection de tableaux et mobilier montrent ses intérêts pour des artistes contemporains dont elle collectionne les tableaux. Son garage (156 avenue de Malakoff) est vendu le 12 juillet 1907.

## Danseuse exotique
En 1892, Loïe Fuller introduit sur la scène parisienne, aux Folies Bergère, la chorégraphie de la danse serpentine qu'elle avait créée à New-York en février de ce même année. Le succès est immédiat.
|  |

| - Danse du feu - Danse serpentine avec des lions |

Dans la danse serpentine, la danseuse porte une robe en étoffe blanche légère et très ample. Avec l'aide de bâtons dissimulés dans la robe qui peut faire virevolter le tissu et en tournant sur elle-même la robe fait des volutes et courbes spectaculaires. Cependant, l'invention majeure dans la chorégraphie est l'utilisation, dans les coulisses, de plusieurs éclairages électriques de couleur changeante.
Avec des éclairages appropriés, la danseuse donne l'impression d'être au centre des flammes, d'être un papillon ou une fleur qui éclot. Voir les vidéos de quelques films colorisés des pionniers du cinéma sur la page Danse serpentine.
Bob Walter, en émule de Loïe Fuller, peaufine sa présentation dans des soirées privées, puis débute à l'Olympia en avril 1893 et la critique la trouve vertigineuse,. Elle y reste tout l'été de 1893.
En novembre, elle se produit au Théâtre de la Gaîté, dans Les bicyclistes en voyage de Henri Chivot et Henri Blondeau, mais avec une modification majeure : elle s'associe avec un dompteur de fauves, et présente, à partir du 19 novembre, sa danse du feu dans une cage parmi des lions, !
Lors des répétitions du spectacle, les lions, affolés par le changement des lumières, attaquent Bob Walter. Le journal La Croix relate
« Dompteur dévoré : Dans la répétition d'hier soir, des Bicyclistes en voyage au théâtre de la Gaîté, Bob Walter dansait la danse serpentine au milieu des fauves surveillés par le dompteur Marck, quand un des animaux, impatienté par la lumière électrique, s'élança sur la danseuse. Le dompteur s'interposa, roula à terre avec l'animal, et fut relevé, l'avant-bras totalement dénudé et il reprit connaissance au bout de quelques instants. Le médecin qui a donné ses soins au dompteur n'a pu encore se prononcer sur la gravité de la blessure. Quant à Mlle. Bob Walter, elle en a été quitte pour la peur. »
Avec cette publicité, le spectacle est un triomphe et Bob Walter est désignée dompteuse de lion. Mais les lions Saïda, Lilli, Boby et César, qui habitent dans l'hôtel particulier de Bob Walter, rue Dumont d'Urville sont loin d'être des fauves sauvages. En 1894 Bob  Walter fait une tournée en France et à l'étranger. À Londres, elle est poursuivie pour maltraitance d'animaux, mais relaxée, car la cour estime, dans sa sagesse, que les lions n'étaient pas des animaux domestiques.
Pendant l'été de 1894, Bob Walter est aux Folies Bergère, sans les lions, mais avec un corps de ballet. La critique estime qu'elle est mieux que Loïe Fuller.
Elle se produit également dans ses numéros de danse, annoncée le 15 janvier 1895 aux Folies Bergère comme « danse serpentine lumineuse », puis avec des éclairages de différentes couleurs au Théâtre La Bodinière, où elle est en tête d'affiche, comme en témoigne le tableau de Jean Béraud intitulé Les Grands Boulevards.
Bob Walter continue jusqu'en 1899 de donner son spectacle à Paris (à L'Olympia, au Parisiana) et fait une tournée de trois mois en Russie :

« La danse du feu : Bob Walter a fait une tournée de trois mois en Russie (Saint-Petersbourg, Moscou, Kiew et Odessa). Bob danse sur un « sol lumineux » et cet effet est produit par des lampes électriques pour le maniement desquels une vingtaine d'hommes sont nécessaires : La durée du spectacle est de vingt minutes environ, pendant lesquelles l'artiste change six fois de costume et chacun de ces changements ne lui prend pas plus de 5 secondes. L'un de ces costumes est fait d'une robe qui exige 40 m d'étoffe d'une souplesse et d'une légèreté extraordinaires. Un simple mouvement des bras fait voltiger cette étoffe en spirales capricieuses qui, selon les éclairages, se transforment en fumées légères, et incandescences diaprées, en ruissellements de couleurs délicats. »

La rivalité personnelle entre Bob Walter et Loïe était normale et elle était entretenue par les journalistes,, qui parlaient « des Sœurs Lumières ». Sur le plan purement technique de danse, la comparaison entre les deux dans les vidéos dans Danse serpentine montre que Loïe était nettement supérieure à Bob. Cependant, Bob Walter, forte de l'expérience des pantomimes de Revues déshabillées du début de sa carrière savait comment attirer les spectateurs : sur ses affiches elle apparait très déshabillée. Par contre, Loïe porte toujours une robe très longue et son corps est presque effacé ; les journalistes remarquent que l'on peut constater que Bob possède deux jambes et un corps... Le spectacle de Bob attire son public jusqu'à la fin de sa carrière de danseuse en 1899.
Au cinéma, Bob Walter, mi vampire, interprète la danse serpentine de Loie Foller dans deux films : d'Alice Guy en 1897, et de Segundo de Chomón en 1901. Le film d'Alice Guy est projeté le 8-11 octobre 2009 lors des Rendez-vous de l'Histoire : Le corps dans tous ses états (Blois, France)

## Chanteuse

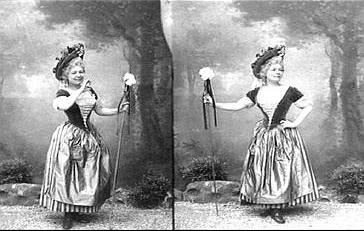
Bob Walter - photo de Nadar (1895).

Entre 1895 et 1900 Bob Walter entame une série de tournées de chants (Vienne ou de prestations de chants pour des soirées privées,,,,).
Son répertoire est celui des chansons de bergères du XVIIIe siècle : En passant par la Lorraine, la Bergère aux champs, etc., en costume d'époque.
Sa voix est moyenne et son succès est mitigé.

## Jean Lorrain et Bob Walter
En janvier 1896, a eu lieu une altercation entre Bob Walter et Jean Lorrain qui a agité le microcosme théâtral parisien. Jean Lorrain avait peu de succès en tant que poète et auteur dramatique, mais sous le pseudonyme de « Raitif de la Bretonne » il écrivait dans Le Journal une chronique au vitriol, « Pall-Mall semaine », redoutée par les victimes de sa plume.
Le 27 décembre 1895, il publie une critique de la pièce Lysistrata en version traduite par Robert de la Villehervé à la Comédie-Parisienne

« ... les artistes sont venus pour Mlle Nau ; les Clubs pour Mme Bob Walter, qui doit y incarner (médaille d'Algérie au profil un peu fruste pour jouer une Athénienne) le personnage de la danse grecque ; le magistrature et la police pour l'auteur et la banque juive et la rue du Sentier pour la pièce de M. Uts...
Quant à Mme Bob Walter, dont beaucoup d'amis étaient venus charitablement armés de clefs, ils en ont été pour leur frais ; elle a été insignifiante, pas même ridicule... »

Il est probable que le mot « insignifiant » était le mot de trop pour Bob. Le 8 janvier 1896, lors de l'entre-acte de la représentation de Brocéliante de Jean Lorrain au même Comédie-Parisienne, l'auteur est présent dans les coulisses et Bob Walter arrive... Elle porte un petit sac à main avec lequel elle le frappe violemment au visage, devant tout le monde. Le sac avait été lesté avec plusieurs trousseaux de clefs (sans doute en souvenir de sa critique) et le nez de Jean Lorrain fut ensanglanté. Il fut seulement légèrement assommé, mais la Police avait été appelée et tous les deux furent arrêtés et embarqués au commissariat.
Le récit de l'agression est publié dans les journaux nationaux,,. Jean Lorrain exige que Le Figaro publie qu'il retire sa plainte si Bob verse 150 francs aux œuvres charitables de Mme Séverine, ce que l'éditeur du journal fait et dans son article publié le 11 janvier, il relate son agression et tente de ridiculiser Bob Walter en ironisant sur sa petite taille, le fait qu'elle donnait son âge de 33 ans à la Police (en réalité elle en avait 40) etc.
L'incident est banal et sans conséquence pour l'une et pour l'autre (comme le rapporte le journaliste du Figaro, citant un badaud : « une histoire entre deux dames... ») mais, pendant une dizaine d'années il est rappelé de temps en temps, que « Bob Walter est une femme de caractère qu'il ne fallait critiquer impunément, car... »

## Garagiste et pilote de course

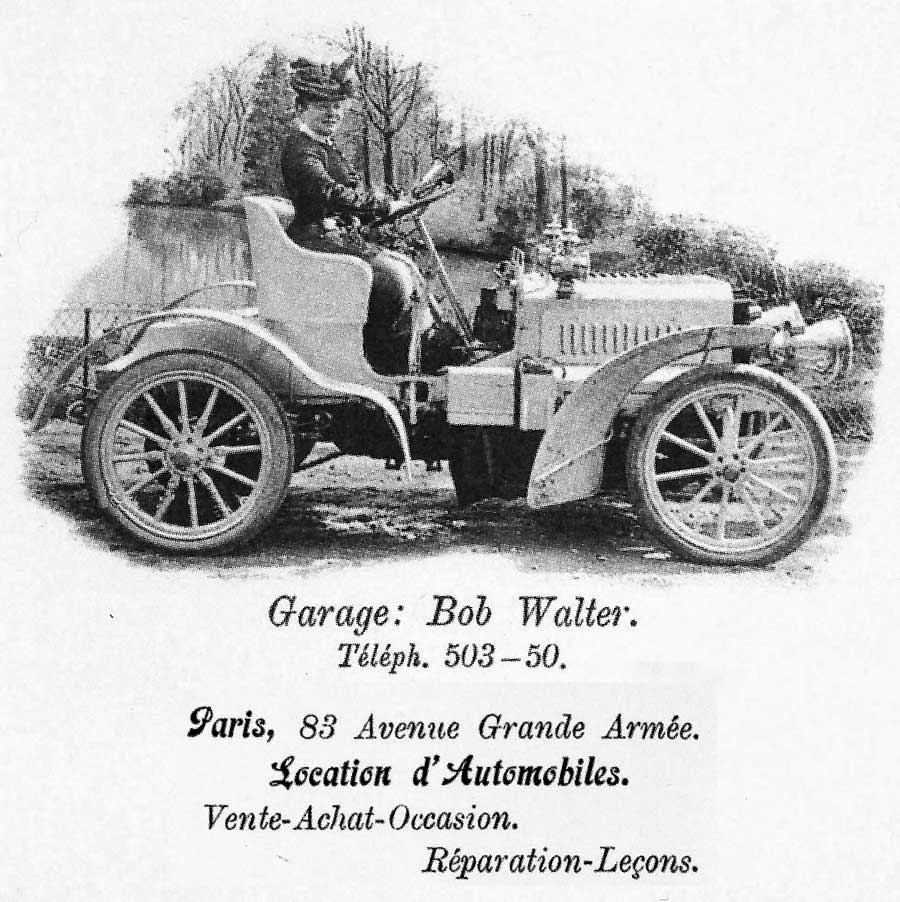
Bob Walter, affiche publicitaire 1902.

Bob Walter a 44 ans en 1900 et sa carrière de danseuse exotique ou de chanteuse se termine. Depuis son arrivée à Paris dans les années 1880 elle a toujours eu une passion pour les voitures et pour la vitesse. Dans une entrevue avec un journaliste elle relate, en 1904, sa première expérience en voiture avec Léon Serpollet en 1886 dans une voiture à vapeur. Depuis, cette passion ne l'a pas quittée. Elle en a les moyens financiers.
En février 1901 s'ouvre le « Garage Bob Walter », d'abord au 83-85 avenue de la Grande Armée, puis au 156 avenue de Malakoff, en plein centre du lieu de vente parisien des automobiles.
Bob Walter est la première femme à faire le négoce des voitures à Paris. Elle vend les voitures les plus luxueuses et, surtout, les plus rapides disponibles. La réputation de son garage est vite établie. Elle participe régulièrement aux évènements mondains (banquets, rallyes, raides etc.) qui animent le microcosme des « automobilistes »
Bob Walter est également, avec Camille du Gast, une pionnière des courses automobiles. Elle est qualifiée de « personnage dans le monde de l'automobile » par Pierre Villoteau dans son livre La vie parisienne à la Belle époque.
À Deauville, en 1902, elle fait « le kilomètre » en quarante secondes (90 km/h) avec sa Vinot & Deguingand de dix-neuf chevaux et dans la Course de côte de Gaillon elle est la femme la plus rapide et est réputée plus rapide que Léon Théry, l'un des pilotes automobiles le plus en vue de l'époque.
En septembre 1902, le Chah de Perse, amateur de voitures, est en visite officielle à Paris. Pour l'impressionner, une course de vitesse est organisée au Bois de Boulogne. Bob Walter y participe ; elle est en tête, mais en passant devant le Chah elle s'arrête net pour le saluer. Ses concurrents derrière ont du mal à éviter le carambolage. L'incident, repris par les journaux, concourt à sa renommée.
Aux courses automobiles de Deauville en 1903 elle conduit une Panhard & Levassor de 70 ch pour le 500 m.
La collection Félix Potin des Célébrités contemporaines consacre une deuxième carte à Bob Walter illustrant ses activités de pilote d'automobile.

Bob Walter au volant
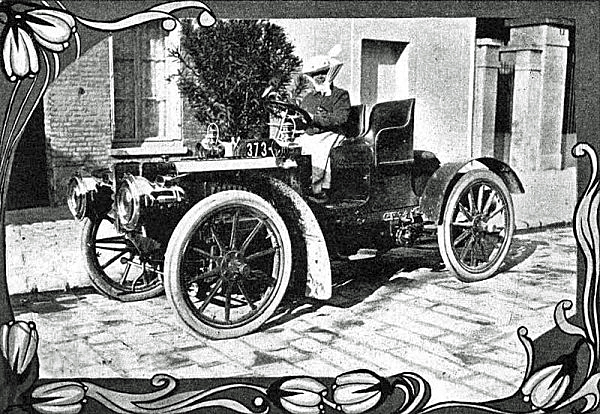
La Vinot & Deguingand
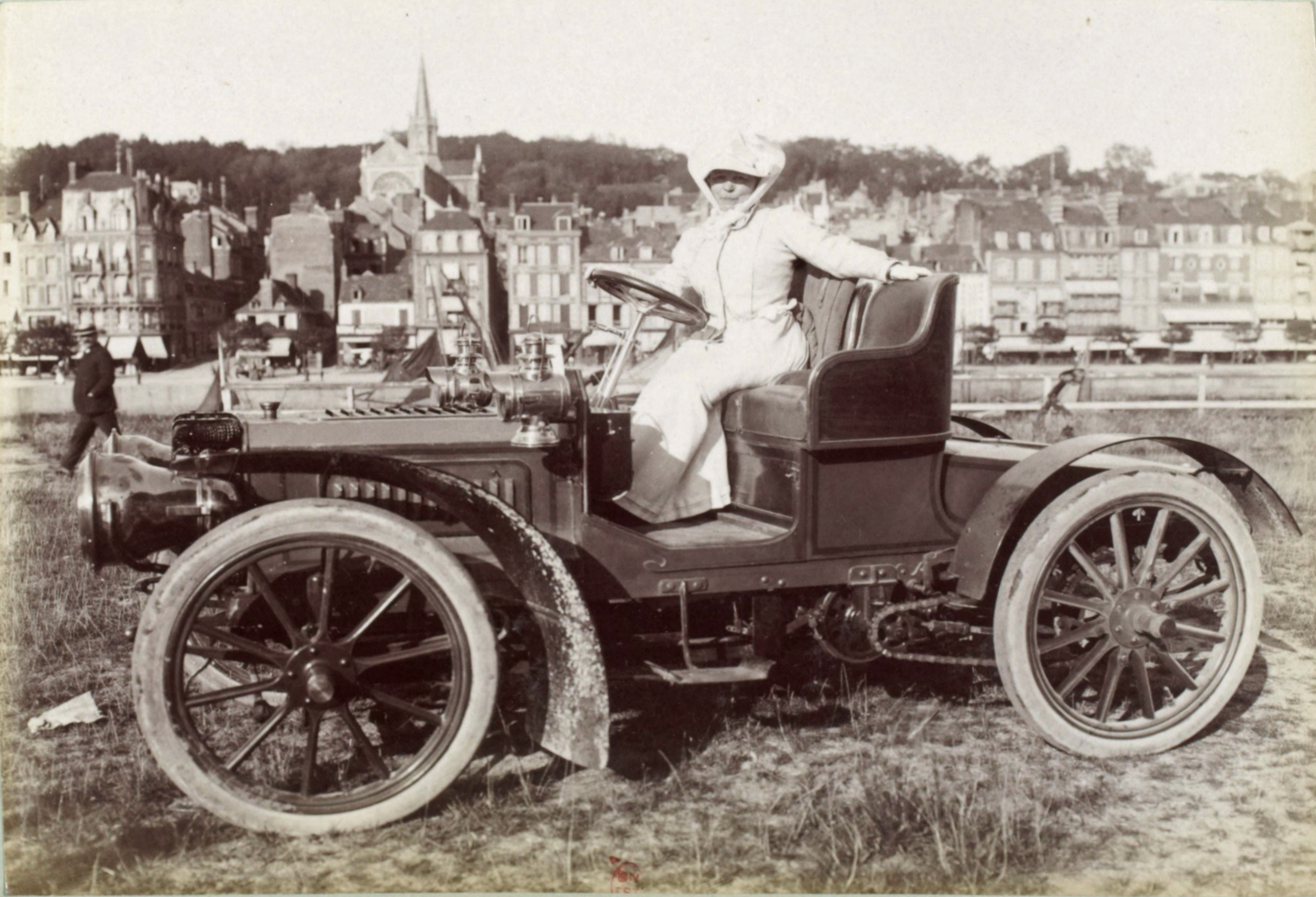
Deauville 26 août 1902
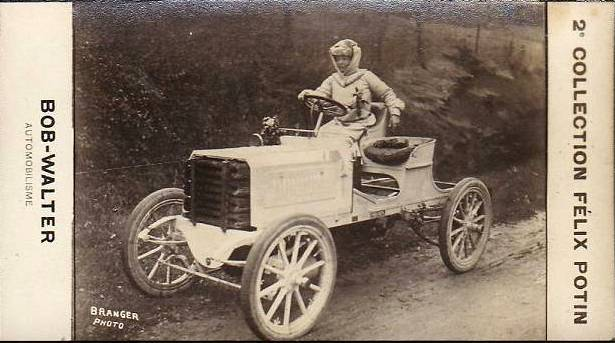
La Mercedes
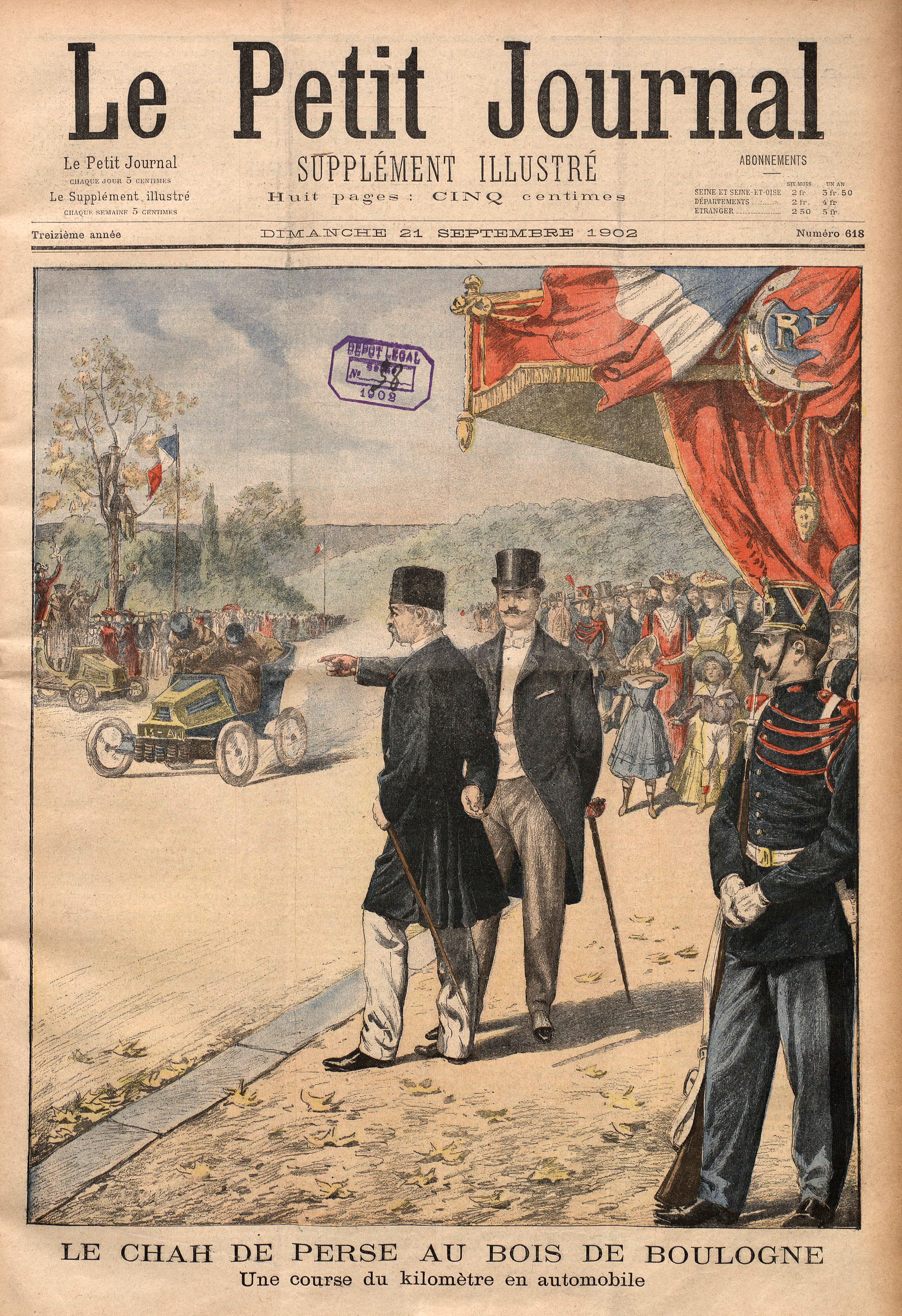
Le Chah de Perse

La santé commerciale de son garage est très florissante, quand en 1903, elle y ajoute une autre activité qui fit les titres des journaux nationaux et internationaux,,.

## Enlèvement des fiancées
Le sort des jeunes couples désireux de se marier, mais ne rencontrant pas l'approbation parentale, peut être tragique comme Roméo et Juliette ou romanesque quand le jeune homme arrive à cheval et ravit la jeune femme sous le nez de son père. Le XIXe siècle remplace le cheval par un carrosse, qui a l'avantage de permettre d'emporter des affaires. Au début du XXe siècle Bob Walter remplace le carrosse par les automobiles les plus puissantes de l'époque.
En novembre 1902 un jeune médecin, ami de Bob Walter, lui demande de lui louer sa voiture la plus rapide pour un projet personnel. Bob lui loue sa XX avec laquelle elle venait de gagner la course de vitesse à Deauville. La suite est décrite dans Le Petit Journal: supplément illustré, du 21 décembre :
|  |

« Qui donc affirmait que notre époque était stupidement prosaïque et que les traditions de galante et souriante élégance du XVIIIe siècle, au joli souvenir fleuri et parfumé de légende, étaient perdues. Que lui faut-il de plus à ce détracteur que l'enlèvement si moderne, accompli à Paris, en plein jour, dans l'avenue de Villars, derrière le palais des Invalides ? Comme il faut tenir compte du progrès, la chaise de poste classique a été remplacée, cette fois , par une élégante automobile forme tonneau et peinte en rouge. Couverts de peau de bête, masqués de lunettes noires, les amoureux ont disparu. L'enlèvement s'est modernisé.

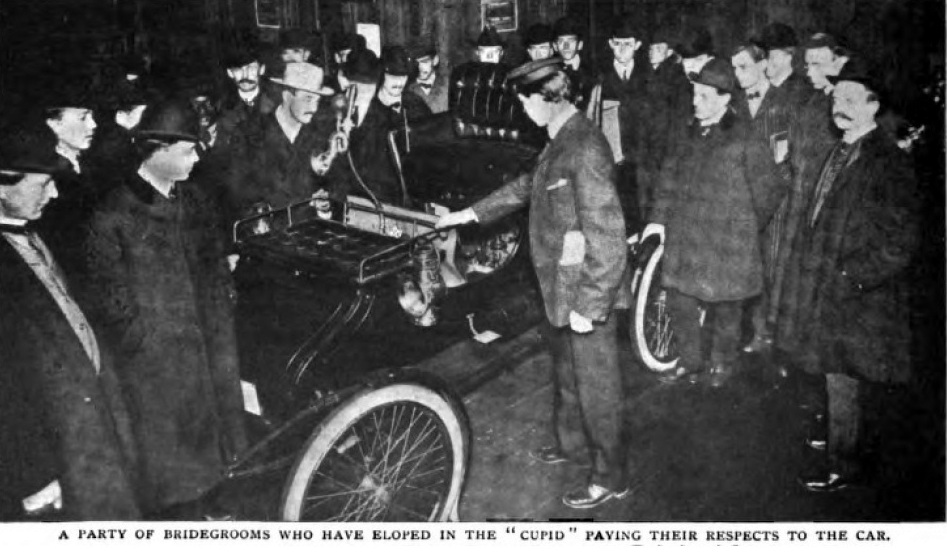
Réunion des Messieurs qui ont loué La voiture de Cupidon.

À part cela, le programme des enlèvements de jadis fut suivi de point en point. Une jeune et très élégante fille, appartenant à une très honorable famille parisienne, Mlle Cordélia Le Play, sortait d'un cours, accompagnée de son institutrice et d'une amie quand, dans l'avenue de Villars, un jeune homme de trente-deux ans, grand et solidement musclé, se précipita sur elle, l'enleva soudainement dans ses bras et la porta dans une automobile tonneau, placée le long du trottoir, qui s'éloigna aussitôt à toute vitesse vers une destination inconnue. En vain, ses compagnes affolées tentèrent-elles de la retenir, leurs efforts furent paralysés par deux messieurs qui se trouvaient là pour prêter main-forte au ravisseur : l'un d'eux est le fils d'un ancien ministre. 
Le ravisseur est un jeune médecin, le docteur Marcile ; âgé de trente-deux ans. Sa fortune est plus qu'honorable, et ses professeurs, comme ses amis, s'accordent à le déclarer très habile praticien, très intelligent et travailleur : tous lui prédisent un brillant avenir. Lié depuis quelques années avec un des frères de Mlle. Le Play, il ne tarda pas à s'éprendre d'elle, et il fit demander sa main par sa mère. On ne lui défendit point d'espérer, mais, fort sagement, et en père prudent et soucieux de l'avenir de son enfant, M . Le Pay ajourna la conclusion du mariage jusqu'au moment où il serait nommé chirurgien des hôpitaux. M . Marcile travailla avec acharnement et il allait obtenir la situation exigée, lorsque tout à coup, raconte-t-on, M. Le Play lui retira définitivement sa parole. Il avait sans doute ses raisons. C'est alors qu'exaspéré par ce refus le jeune homme eut recours à ce moyen romanesque et d'un autre âge.
Les malheureux parents sont dans un désespoir bien compréhensible. »

Les parents de Mlle Le Plat alertent la Police, crient au kidnapping. L'affaire est largement couverte par la presse, et fait le sujet d'une chanson, publiée dans Frou-Frou, en janvier 1903
Bob Walter invente une nouvelle activité de service, accessoire à son commerce de voitures, et qui lui fait une publicité avantageuse : l'organisation d'« elopements ».
Elle dissimule dans son garage, derrière une porte coulissante, une puissante voiture, sellerie rouge, cupidons peints sur les portes, malles contenant des vêtements de circonstance : c'est la voiture de Cupidon. Elle fournit le chauffeur, fait les réservations à l'hôtel, contacte la mairie pour le mariage et fournit les témoins. Elle déclare à un journaliste : « Célérité et discrétion, monsieur, telle est ma devise » .
La clientèle pour cette activité est très aisée. La publicité donnée à quelques elopements spectaculaires fut abondante,. Parfois le couple est pourchassé par la police ou par un père enragé. Bob Walter est capable de louer une voiture au père de la jeune femme, voiture bien évidemment moins puissante et avec plusieurs heures de retard, incapable de rattraper les fuyards.